# Mchekla
La mchekla est une pâtisserie traditionnelle algérienne faite à partir d'une pâte fine parfumée à l'eau de fleur d'oranger et une farce d'amande ou de noix ou un mélange des deux et est enrobée de miel après cuisson.

## Description
Il s'agit d'une pâtisserie à base de farce aux fruits secs tels que l'amande, la noisette ou la noix, qui est ensuite plongée à la sortie du four dans du miel fondu. Cette pâtisserie possède un aspect très décoratif grâce à sa pâte pincée.
Depuis ces derniers temps, ce gâteau commence à devenir de plus en plus populaire dans les autres pays du Maghreb[réf. nécessaire].